# Ford Start Concept
De Ford Start Concept is een conceptauto van het Amerikaanse automerk Ford. De Start Concept is een stadsauto, een segment dat volgens Ford steeds belangrijker zal worden. De motor is een zeer zuinige 1.0L benzinemotor die mogelijk op korte termijn in de Ford Ka en Ford Fiesta te vinden zal zijn. Ford heeft benadrukt dat de auto een concept is en niet rijp voor productie. De Start Concept werd gepresenteerd tijdens de Auto China 2010 beurs in Beijing.